# Preity Zinta
Preity Zinta (Shimla, 31 de Janeiro de 1975), é uma atriz de sucesso na Índia, por seus filmes de Bollywood.

## Filmografia
- Jhoom Barabar Jhoom (2007)
- Jaaneman (2006) ... Piya Goyal
- Krrish (2006) ... Nisha Mehra
- Kabhi Alvida Naa Kehna (2006) ... Rhea Saran * Salaam Namaste (2005) ... Ambar Malhotra
- Khullam Khulla Pyaar Karen (2005) ... Priti
- Veer-Zaara (2004) ... Zaara Hayat Khan
- Dil Ne Jise Apna Kahaa (2004) ... Dr. Parineeta (Pari)
- Lakshya (2004) ... Romila Dutta
- Kal Ho Naa Ho (2003) ... Naina Catherine Kapur
- Koi... Mil Gaya (2003) ... Nisha
- Armaan (2003) ... Sonia Kapoor
- The Hero: Love Story of a Spy (2003) ... Reshma/Ruksar
- Dil Hai Tumhaara (2002) ... Shalu
- Yeh Raaste Hain Pyaar Ke (2001) ... Sakshi
- Dil Chahta Hai (2001) ... Shalini
- Chori Chori Chupke Chupke (2001) ... Madhubala (Madhu)
- Farz (2001) ... Kajal Singh
- Mission Kashmir (2000) ... Sufiya Parvez
- Har Dil Jo Pyar Karega (2000) ... Jahnvi
- Kya Kehna (1999) ... Priya Bakshi
- Dillagi (1999) ... Rani
- Sangharsh (1999) ... Reet Oberoi
- Raja Kumarudu (1999) ... Rani
- Premante Idera (1998) ... Jannu
- Soldier (1998) ... Preeti Singh
- Dil Se (1998) ... Preeti Nair